# Mangoro
Der Mangoro ist ein Fluss im Osten Madagaskars.

## Verlauf
Der Fluss entspringt in der Mitte der Alaotra-Mangoro Region, nordöstlich von Anjozorobe, auf einer Höhe von 1100 Metern. Nach einem anfänglichen Bogen nach Osten fließt er sehr geradlinig von Norden nach Süden. Nach etwa 200 km mündet sein wichtigster Nebenfluss, der Onive, von rechts. Die beiden Flüsse fließen vor der Mündung ein Stück im selben Tal aufeinander zu. An der Mündung des Onive knickt der Mangoro scharf nach links ab und fließt in östliche Richtung weiter. Etwa 40 km vor seiner Mündung nimmt er noch seinen zweiten wichtigen Nebenfluss, den Nosivolo, von rechts auf. Der Mangoro mündet schließlich etwa 12 km südlich von Mahanoro in den Indischen Ozean.

## Hydrometrie
Die Durchflussmenge des Mangoro wurde an der hydrologischen Station Mangoro-gare bei 20 % des Einzugsgebietes, über die Jahre 1956 bis 1979 gemittelt, gemessen (in m³/s).